# Gregory Goyle
Gregory Goyle (r. 1980.) imaginaran je lik iz serije romana o Harryju Potteru. Prijatelj je Draca Malfoya kojeg uvijek slijedi uokolo i izvršava njegove naredbe. Čini se da nije previše inteligentan te da mu nedostaje talenta za magiju pa koristi samo svoju veličinu i snagu kako bi gnjavio ostale učenike ili prestrašio one koji su prijetnja Malfoyu. Malfoy je natuknuo da Goyle ne zna čitati.
Goyle se obično spominje zajedno s Vincentom Crabbeom koji je njegov prijatelj. Goyle je predstavljen kao manje inteligentni član dvojca. Jedva je prošao završne ispite na kraju prve godine, a na petoj godini nije znao odgovoriti Dolores Umbridge na jednostavno pitanje u vezi s Hagridovim predavanjima. Goyle je, kao i Crabbe, pao na ispitu iz Obrane od mračnih sila za ČAS na svojoj petoj godini. Njegov je otac, Goyle stariji, smrtonoša.
Goyle je započeo školovanje u školi vještičarenja i čarobnjaštva u Hogwartsu 1991. s Crabbeom i Malfoyem. U Harryju Potteru i Redu feniksa pridružio se Inkvizitorskom odredu.
Na kraju Harryja Pottera i Princa miješane krvi Crabbe i on se osjećaju prilično usamljeno zbog odlaska njihovog vođe i prijatelja Draca Malfoya prije kraja školske godine.